# Gmina Strzelce
Die Gmina Strzelce ist eine Landgemeinde im Powiat Kutnowski der Woiwodschaft Łódź in Polen. Ihr Sitz ist das gleichnamige Dorf (deutsch Strzelce, (1943–1945 Strelze)).

## Gliederung
Zur Landgemeinde Strzelce gehören 20 Dörfer mit einem Schulzenamt:
Aleksandrów
Bociany
Dąbkowice (1943–1945 Dambkowitz)
Długołęka
Karolew
Klonowiec Stary (1943–1945 Bäurisch Klonowitz)
Kozia Góra (1943–1945 Alt Ziegenberg)
Marianów (Woltersdorf, 1943–1945 Marianau)
Muchnice Nowe (Muchnice Holland, 1943–1945 Neu Muchnitz)
Muchnów (1943–1945 Muchnow)
Niedrzaków
Niedrzew Pierwszy
Niedrzew Drugi
Przyzórz
Rejmontów (1943–1945 Waltersdorf)
Siemianów
Sójki
Strzelce
Wieszczyce (1943–1945 Wetschitz)
Wola Raciborowska
Weitere Ortschaften der Gemeinde sind
Bielawy
Dębina
Glinice (1943–1945 Glinitz)
Holendry Strzeleckie (Strzelce Holland)
Janiszew
Marianka
Marianów Dolny
Muchnice (1943–1945 Muchnitz)
Niedrzakówek
Nowa Kozia Góra (1943–1945 Neu Ziegenberg)
Sójki-Parcel (1943–1945 Kolonie-Sojki)
Strzelce Kujawskie
Zaranna
Zgórze